# Ir.D.F.ヴァウダヘマール
Ir.D.F.ヴァウダヘマール（インジェニエール・デー・エフ-、オランダ語: Ir. D.F. Woudagemaal）はオランダ、フリースラント州南部のアイセル湖に面する町レメル (Lemmer) にある蒸気式揚水場で、世界最大の設備を有する。1920年に完成。名称は建築に携わった技師D.F.ヴァウダ（Dirk Frederik Wouda, 1880年 - 1961年）にちなむ。1998年にユネスコの世界遺産に登録された。
干拓によって造成された低地が国土の大部分を占めるオランダでは、歴史的に水の排出が重要な課題であった。風力を利用した揚水装置である風車はオランダを象徴する景観として有名である（キンデルダイク＝エルスハウトの風車網、世界遺産）。19世紀後半からは蒸気式の装置が次々と導入されて各地で活躍した。Ir.D.F.ヴァウダヘマールもそのひとつであり、今日もなお現役で運用されている。

## 登録基準
この世界遺産は世界遺産登録基準のうち、以下の条件を満たし、登録された（以下の基準は世界遺産センター公表の登録基準からの翻訳、引用である）。
- (1) 人類の創造的才能を表現する傑作。
- (2) ある期間を通じてまたはある文化圏において、建築、技術、記念碑的芸術、都市計画、景観デザインの発展に関し、人類の価値の重要な交流を示すもの。
- (4) 人類の歴史上重要な時代を例証する建築様式、建築物群、技術の集積または景観の優れた例。